# Митрохін Василь Микитович
Васи́ль Мики́тович Митро́хін (рос. Васи́лий Ники́тич Митро́хин; нар. 3 березня 1922 с. Юрасово, Рязанська область, Росія — пом. 23 січня 2004, Лондон) — від 1948 року і до виходу на пенсію 1984 року співробітник КДБ СРСР, дослужився до звання полковника.
7 листопада 1992 року, скориставшись допомогою британської спецслужби ТСР, переправлений у Велику Британію. Доставлені ним архівні документи допомогли виявити понад сотню агентів КДБ (нелегалів), а також пролити світло на деякі операції КДБ по всьому світу.